# センモウヒラムシ
センモウヒラムシ (Trichoplax adhaerens) は、単純な風船あるいは煎餅に似た形の海産動物である。軟体性であり、直径は約0.5mm。巨大なアメーバのような見かけだが、多細胞であり、裏表の区別がある。板形動物門（または平板動物門、板状動物門 Placozoa）唯一の種（すなわち単型）に分類されてきたが、近年、新たな属・種も提唱されている。

## 発見の歴史
1883年、オーストリアのシェルツェによって海水水槽中から発見された。学名である T. adhaerens は、ガラスピペットや顕微鏡のスライドガラスを含む基盤に付着する（adhere）性質から命名された。これを中生動物とする説がある一方で、同様の動物を観察したStiasnyは、同じ水槽にEleutheria属のクラゲが出現したことに注目し、これを刺胞動物の幼生であるプラヌラの変形したものだと断定した。それ以降は記録がなかったため、種の存在自体が疑問視され、あるいは刺胞動物として決着済みとの文章も一人歩きする状態が続いていた。しかし、1960年代に再発見され、培養に成功したことにより詳細な研究が進んだ。この結果、他の動物群には属さないことが明らかになり、1971年、新たに設けられた平板動物門（Placozoa）に分類された。
センモウヒラムシはかなり広域に分布しているにもかかわらず、その構造の単純さから形態学的には区別できず、長らく単型種と見なされてきた。しかし近年の分子系統学的研究により、異なる地域の個体間のゲノムに属レベルでの多様性が見いだされている。2017年には遺伝的種概念に基づいて新属新種の Hoilungia hongkongensis が提唱され、2019年には他の板形動物と形態の全く異なる Polyplacotoma mediterranea も報告されている。Eitel&Schierwater は2010年に、板形動物門が100を超える隠蔽種を含みうることも示唆している。

## 形態的特徴
センモウヒラムシは、器官と大部分の組織を欠いている。神経系も存在しないのだが、神経系を備えた種から進化したことを示唆する証拠もある。背と腹の区別があり、3層に分かれた2000-3000個の細胞から構成されている。背側表面は、1本の繊毛を持ち扁平な「扁平上皮細胞」からなる。腹側表面は、1本の繊毛を持ち柱状の「柱状上皮細胞」および、繊毛を持たない「腺細胞」からなる。腺細胞は消化酵素を分泌していると考えられる。これら2層の間には体液で満たされ、「間充織細胞」がある。
かつては無胚葉であると考えられていたが、その後の研究で二胚葉であると考えられるようになってきている。また、近年の分子生物学的な研究では、刺胞動物、有櫛動物（いずれも二胚葉の動物群）との類縁関係が指摘されている。DNA量は約1010ドルトン、小型の原生生物と同程度で、全動物中最も少ない。

## 生態
水深2-3mの海中にガラス板を沈めておくことで、そこに付着したセンモウヒラムシを容易に採集することができる。体表の繊毛によって移動が可能である。単細胞生物や藻類を食物としている。これらの食物を「腺細胞」から分泌された消化酵素で分解し、体表の細胞で養分を直接吸収している。エサを採るために一時的に体の一部を伸ばすことが観察されている。
全体が2つに分かれる分裂によって無性生殖する。また、背面から多細胞の小塊を作りだす出芽も行なう。さらに、1個体当たり1個か2個の大きな卵細胞を生じることが知られていることから、受精によって有性生殖することができると考えられているが、卵と精子を作り出すための、特別な生殖組織は備えていない。